# Вейга, Эрик
Эрик Вейга (порт. Eric Veiga; род. 18 февраля 1997, Люксембург) — люксембургский футболист, полузащитник клуба «Вилафранкенсе» и сборной Люксембурга.

## Клубная карьера
Эрик начал заниматься футболом в клубе «Мондерканж», затем выступал за «Расинг» и «Байер 04», пока в 2015 году не перешёл в «Айнтрахт» из Брауншвейга. 3 марта 2016 дебютировал за вторую команду брауншвейгцев.

## Карьера за сборную
Эрик выступал за юношеские сборные Люксембурга и Португалии. 18 мая 2016 был вызван в основную сборную Люксембурга для участия в товарищеском матче со сборной Нигерии. 2 сентября 2016 Вейга дебютировал за Люксембург во встрече с Латвией.